# Зулол
Зулол (тадж. Зулол; до 2009 года — Ойдинкул) — село в Дангаринском районе Хатлонской области Республики Таджикистан. Входит в состав джамоата (сельской общины) им. Исмата Шарипова Дангаринского района.
Находится на расстоянии 13 км от райцентра (пгт. Дангара) и 4 км от центра общины (село Хуррамзамин).
Население — 810 чел. (2017).